# La Semaine de l'art
La Semaine de l'Art est une émission de télévision française consacrée à l'Art contemporain, diffusée sur LCI depuis le 28 septembre 2012 et présentée par Sébastien Adrien.

## Diffusion
- L'émission est diffusée du samedi au jeudi aux horaires suivants : samedi à 11h40 & 22h10, dimanche à 13h30, lundi 15h40, mardi à 11h10

- LCI propose, un « Best of » des émissions précédentes.

## Principe
Chaque semaine, Sébastien Adrien effectue un tour d'horizon de l'actualité de l'Art contemporain, à travers des reportages, et des interviews d'artistes, de collectionneurs.
Du samedi au jeudi "La Semaine de l'Art" sur LCI revient sur l'actualité culturelle et vous fait découvrir les coulisses du monde de la création contemporaine.